# Robert Townsend Smallbones
Robert Townsend Smallbones (* 19. März 1884 auf Schloss Velm, Österreich; † 29. Mai 1976 in São Paulo, Brasilien) war ein britischer Diplomat.

## Leben und Tätigkeit

### Frühe Laufbahn
Smallbones war der zweite Sohn des Paul Smallbones. Nach dem Schulbesuch und dem Studium am Trinity College der Universität Oxford, wo er einen Master-Abschluss erwarb, trat er 1910 in den britischen diplomatischen Dienst ein. Am 13. Oktober 1910 wurde er offiziell zum Vizekonsul ernannt.
Seine erste Verwendung im diplomatischen Dienst fand Smallbones ab dem 1. Januar 1911 an der britischen Vertretung in Luanda im damaligen Kolonialgebiet von Angola.
Während der Jahre 1911 und 1912 fungierte er mehrmals, in Abwesenheit des regulären Konsuls, als geschäftsführender Konsul. Zum 1. Januar 1913 wurde Smallbones zum Vizekonsul im Konsularbezirk Luanda ernannt.
Zum 24. Dezember 1914 wurde Smallbones nach Stavanger in Norwegen versetzt.
Zum 11. Januar 1920 wurde Smallbones britischer Konsul in München. Er war damit der erste britische Vertreter in Bayern seit dem Ende des Ersten Weltkriegs. Zum 16. Juli 1922 wechselte er nach Bratislava. Dort fiel er aufgrund seiner scharfen Kritik an der Politik der tschechoslowakischen Regierung gegenüber den in ihrem Regierungsbereich lebenden Minderheiten auf. Von 1922 bis 1926 gehörte Smallbones außerdem der Internationalen Donau-Kommission als britischer Delegierter an.
Mit Wirkung zum 5. Januar 1926 wurde Smallbones dann zum britischen Konsul für die Republik Liberia mit Dienstsitz in der Hauptstadt Monrovia ernannt. Am 11. August 1927 wurde Smallbones erneut nach Luanda in Portugiesisch West-Afrika geschickt, wo er bis 1931 als britischer Konsul fungierte. zum 21. Juni 1931 übernahm Smallbones dann die Aufgabe des britischen Konsuls in Zagreb.

### Tätigkeit in Deutschland (1932 bis 1939) und späte Laufbahn (1939 bis 1945)
Von 1932 bis zum Ausbruch des Zweiten Weltkriegs im September 1939 amtierte Smallbones als britischer Generalkonsul in Frankfurt am Main. In dieser Stellung erlebte er im November 1938 die als Reichskristallnacht bekannt gewordenen gewalttätigen landesweiten Ausschreitungen gegen jüdische Personen und jüdisches Eigentum mit. Zusammen mit seinem Stellvertreter Arthur Dowden nahm Smallbones die Vorgänge der Kristallnacht zum Anlass um – unter Missachtung des Wortlautes seiner Dienstvorschriften – in den folgenden Monaten in großzügiger Weise jüdischen Personen, die das Deutsche Reich zu verlassen beabsichtigten, Ausreisegenehmigungen nach Großbritannien auszustellen. Dies ermöglichte rund 48.000 jüdischen Bewohnern des Deutschen Reiches, Deutschland kurz vor dem Beginn des Zweiten Weltkriegs zu verlassen und sich auf diese Weise dem Zugriff des NS-Terrors zu entziehen. Zudem gelang es Smallbones bei den zuständigen deutschen Behörden – die sich zu dieser Zeit noch bemühten, Juden aus dem deutschen Herrschaftsbereich zu vertreiben und „herauszuekeln“ – die Freilassung mehrerer nach der Kristallnacht in Konzentrationslager verschleppter Juden zu erreichen, indem er seinen Verhandlungspartnern zusicherte, den betroffenen Personen Visa zur Ausreise nach Großbritannien auszustellen.
Nach dem Abbruch der diplomatischen Beziehungen Großbritanniens und des deutschen Reiches im Zuge der britischen Kriegserklärung an Deutschland am 3. September 1939 wurde Smallbones nach Großbritannien evakuiert. Im Dezember 1939 wurde er als britischer Generalkonsul nach São Paulo in Brasilien entsandt. Er trat seinen Dienst dort im Januar 1940 an und behielt seinen Posten bis zum Ende des Krieges bei. Auch nach seiner Pensionierung im Jahr 1945 verblieb Smallbones in Brasilien.
Von den nationalsozialistischen Polizeiorganen wurde Smallbones nach Kriegsbeginn als wichtige Zielperson eingestuft: Im Frühjahr 1940 wurde er vom Reichssicherheitshauptamt auf die Sonderfahndungsliste G.B. gesetzt, ein Verzeichnis von Personen, die im Falle einer erfolgreichen deutschen Invasion Großbritanniens durch die Sonderkommandos der SS-Einsatzgruppen mit besonderer Priorität ausfindig gemacht und verhaftet werden sollten.

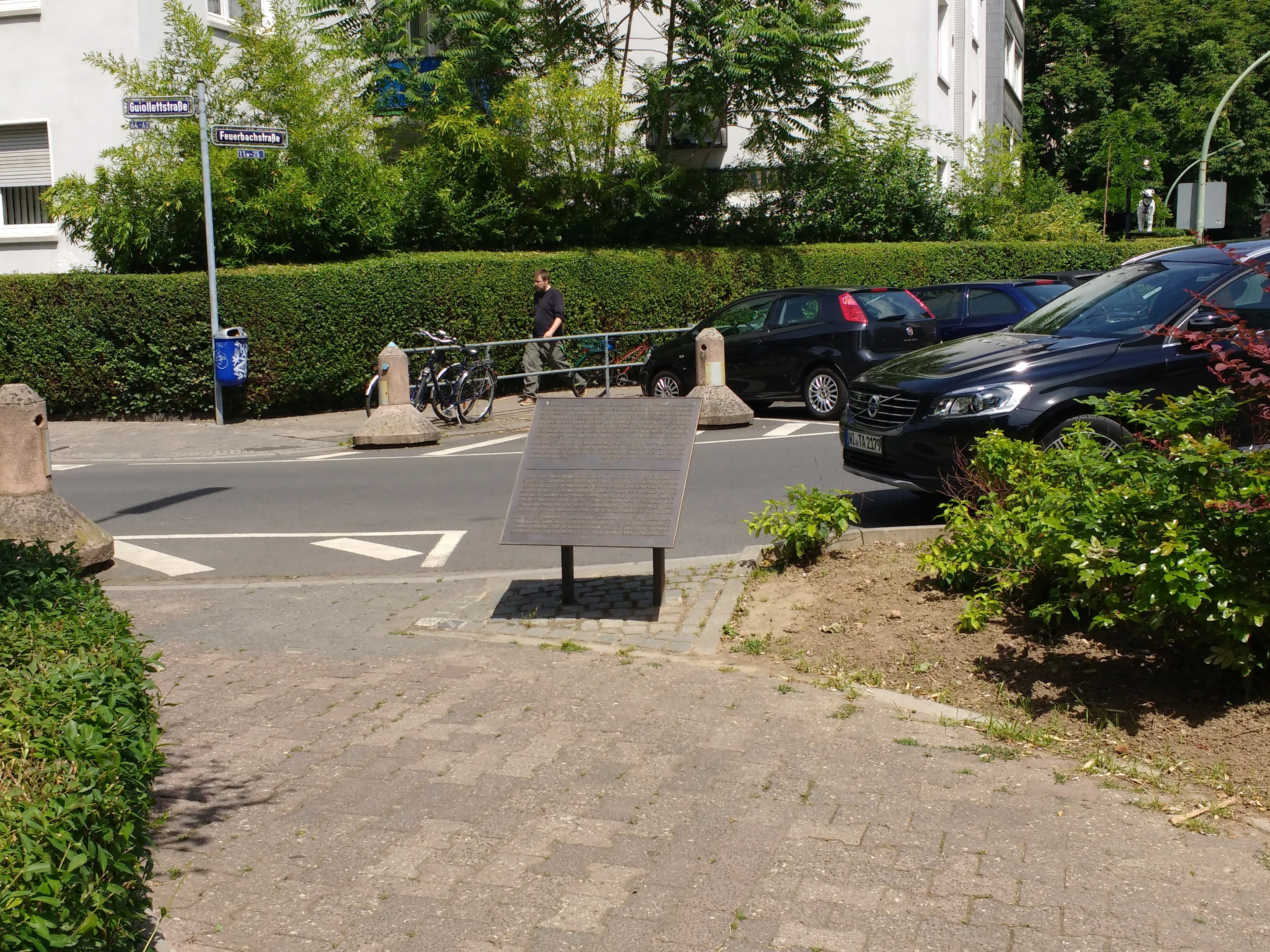
Gedenktafel zur Erinnerung an die Hilfeleistungen durch die Diplomaten Smallbones und Dowden zugunsten verfolgter Juden

### Nachwirken und Ehrungen
Aufgrund seiner Verdienste um die Rettung zehntausender Juden, denen er 1938 und 1939 die Flucht aus dem deutschen Machtbereich ermöglichte – und damit viele davor bewahrten, dem Holocaust zum Opfer zu fallen – wurde Smallbones posthum vielfach geehrt: Am 20. November 2008 wurde ein Plakette am British Foreign and Commonwealth Office in London enthüllt, die ihn und sieben weitere britische Diplomaten, die sich um die Unterstützung jüdischer Flüchtlinge vom europäischen Kontinent verdient gemacht hatten, ehrt. 2013 wurde ihm symbolisch die Medaille eines British Hero of the Holocaust verliehen. Im selben Jahr wurde eine Gedenktafel, die an die Leistungen von Smallbones und seinem Kollegen Arthur Dowden zugunsten der Juden, deren Ausreise aus Deutschland sie 1938 und 1939 ermöglichten, durch den damaligen Vorsitzenden des Unterhauses, John Bercow, auf dem Gelände des Jüdischen Friedhofs Golders Green, dem größten jüdischen Friedhof Londons, eingeweiht. Eine ähnliche Gedenktafel zur Ehrung der beiden Männer wurde 2013 am Gebäude des ehemaligen britischen Konsulats in Frankfurt am Main – dem Haus Guiolettstraße/Ecke Feuerbachstraße – angebracht und am 8. Mai 2013 durch den damaligen britischen Botschafter in Deutschland Simon McDonald und den Frankfurter Oberbürgermeister Peter Feldmann enthüllt.

## Familie
Smallbones war mit der aus Norwegen stammenden Inga Gjertson (1890–1988) verheiratet. Sie hatten einen Sohn und eine Tochter (Irene). Smallbones Sohn Robert Peter (* 1919 in Stavanger) starb am 17. Mai 1941 als Angehöriger des britischen Afrikakorps bei Kampfhandlungen in Ägypten.